# MDPHP
MDPHP (3',4'-metilenodioxi-α-pirrolidinohexiofenona) é um estimulante da classe das catinonas [en] sintetizado na década de 1960, e tem sido descrito como uma nova droga sintética. No Reino Unido, é conhecido coloquialmente como monkey dust (em tradução livre: pó de macaco). É intimamente relacionado ao potente estimulante MDPV [en], embora com efeitos ligeiramente mais brandos, e tem sido usado em alguns países como uma alternativa após a proibição do MDPV.

## Farmacologia
O MDPHP atua como um potente inibidor de recaptação de noradrenalina e dopamina. Os valores de IC50 para MDPHP são 0,06 μM para o transportador de noradrenalina (NET), 0,05 μM para o de dopamina (DAT) e 9 μM para o transportador de serotonina (SERT).

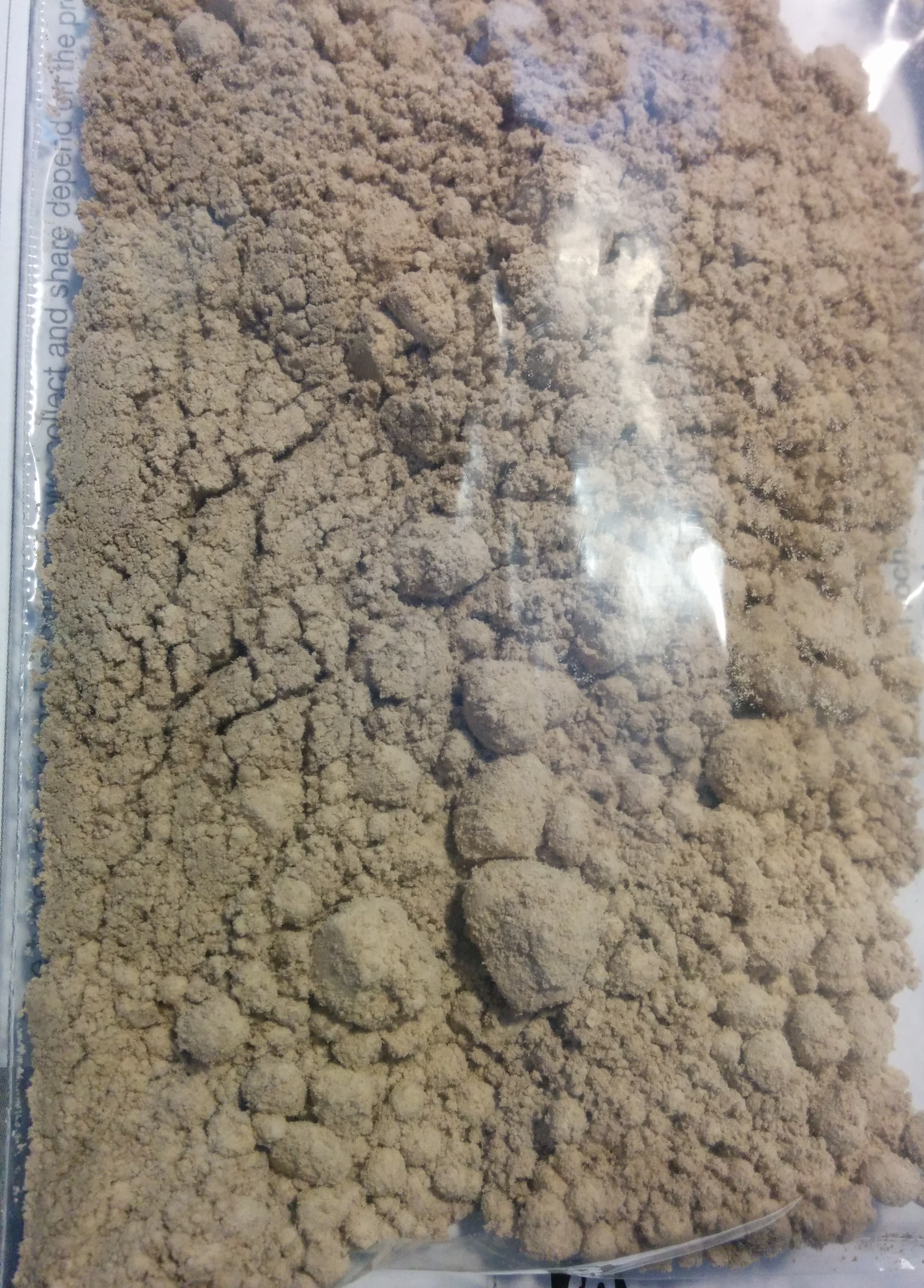
Pó de MDPHP

## Legalidade
O MDPHP é listado como uma substância controlada no Japão e na Hungria e em várias outras jurisdições é controlado como um análogo estrutural.

## Letalidade
Um caso de intoxicação aguda fatal, envolvendo um homem de 48 anos, causada por MDPHP foi relatado em fevereiro de 2022 por médicos de um hospital italiano. Outro caso relatado é de um homem de 30 anos, usuário de cocaína, encontrado morto em 20 de julho de 2023, em Florença, Itália; além de MDPHP, cocaína, dimetilcatinona e alfa-PHP foram identificadas em seu sangue.